# Draba funiculosa
Draba funiculosa är en korsblommig växtart som beskrevs av Joseph Dalton Hooker. Draba funiculosa ingår i släktet drabor, och familjen korsblommiga växter. Inga underarter finns listade i Catalogue of Life.